# Unidos do Parque (Guaratinguetá)
O Grêmio Recreativo Cultural Escola de Samba Unidos do Parque é uma escola de Samba do 2º grupo da cidade de Guaratinguetá, interior de São Paulo, fundada em 27 de maio de 1987. 

## História
A Unidos do Parque viveu seu melhor momento no carnaval de Guaratinguetá na década de 90. Como bloco de enredo, a agremiação faturou três títulos.
Nessa fase o bloco dava respaldo na preparação do carnaval que aos poucos envolvia a comunidade do Parque São Francisco. Divergências com integrantes da comunidade culminou com a saída da diretoria tricampeão e, em 1998 o Parque conquista seu último título.
A rivalidade com o bloco Lelé da Cuíca do bairro de São Benedito na avenida só fortaleceu o nome do Unidos do Parque na comunidade carnavalesca de Guaratinguetá. Um dos vice-campeonatos inesquecíveis foi em 1995 com o samba que com o refrão "O Parque é lindo é um tesouro nacional, de vermelho, azul e branco vem brindar o carnaval", sobre o Pantanal é lembrado até hoje pelos saudosistas.
A decadência do Unidos do Parque inicia após seu último título e a situação se agrava nos primeiros anos da década de 2000. aos poucos o Unidos do Parque vai perdendo sua identidade com o bairro do Parque São Francisco, realizando carnavais pobres, sem empolgação.na gestão do Sr. José dos Santos, o "Carioca" (2001-2008) com mudanças de estatuto privando a comunidade de participar e a maneira de como os trabalhos eram conduzidos, o Unidos do Parque agonizava nas últimas colocações e em 2004 o Presidente foi reeleito por " falta de concorrentes".
O carnaval de 2008 marcou a decadência não só do Unidos do Parque bem como do carnaval das Escolas de 2º Grupo (nunca houve acesso/descenso) culminando com a não liberação da subvenção da Prefeitura Municipal de Guaratinguetá e posteriormente não apresentação das cinco escolas do 2º grupo no carnaval 2009.os carnavalescos do bairro mais apaixonados ainda esperam um dia o Unidos do Parque voltar a desfilar na Avenida Presidente Vargas.em 2008, a escola não fez uma boa apresentação, não cumpriu com algumas exigências do regulamento (ausência do nome do enredo no carro abre-alas, e do casal de mestre sala e porta bandeira, assim penalizada com a perde de pontos). Terminando na última colocação (5º lugar) com apenas 48 pontos.

## Carnavais
| 1994      | Campeão      | Bloco de enredo | |              |               |       |  |  |  |
| 1995      | Vice-campeão | Bloco de enredo | |              |               |       |  |  |  |
| 1996      | Campeão      | Bloco de enredo | |              |               |       |  |  |  |
| 1998      | Campeão      | Bloco de enredo | |              |               |       |  |  |  |
| 2007      |              | OESG            | Como é lindo o destino dessa menina...seus feitos e glórias, o parque conta a sua História {{small\|Compositores:Danilo Barros e Cahê do Cavaco. |              | Danilo Barros | [ 2 ] |  |  |  |
| 2008      | 4º lugar     | OESG            | |              |               |       |  |  |  |
| 2009-2011 | Não desfilou | Não desfilou    | Não desfilou | Não desfilou | Não desfilou  |       |  |  |  |
|           |              |                 | |              |               |       |  |  |  |

## Títulos
- Tricampeão 1994 - 1996 - 1998, como Bloco de Enredo.

## Personagens ilustres
- Wladimir, Dona Carmen, Danilo de Paula, Lourenço, Mestre "Perninha", Badá, Prado, Luizinho, Bosco, Edson Soares, Carlos Zangrandi, Paulinho da Gráfica, Joaquim Tavares, Augusto Quitandão, dentre outros.

1. ↑  «Confira o resultado do Carnaval 2008 (pág. 4)». 7 de fevereiro de 2008. Consultado em 25 de novembro de 2011[ligação inativa]
2. ↑  Explore Vale (fevereiro de 2007). [http://web.archive.org/web/20071026031206/http://www.explorevale.com.br/02-07-agenda02.htm «Agremiações que fazem o Carnaval em Guaratinguetá, de 17 a 20 de fevereiro de 2007»] Verifique valor |url= (ajuda). Consultado em 25 de novembro de 2011